# São Martinho da Vila Frescainha
São Martinho da Vila Frescainha ist ein Ort und eine ehemalige Gemeinde (Freguesia) im nordportugiesischen Kreis Barcelos. Die Gemeinde hatte 2370 Einwohner (Stand 30. Juni 2011).
Im Zuge der Gebietsreform am 29. September 2013 wurden die Gemeinden Vila Frescainha (São Martinho), Vila Frescainha (São Pedro), Vila Boa und Barcelos zur neuen Gemeinde União das Freguesias de Barcelos, Vila Boa e Vila Frescainha (São Martinho e São Pedro) zusammengefasst.